# Främmande land (musikalbum)
Främmande land är ett album från 2005 med Mikael Wiehe.

## Låtlista
1. Det vackra
2. Var inte rädd mitt barn
3. Nu blir det bättre
4. Stjärnan
5. Nästan som förut
6. Hur många år
7. Främmande land
8. Andra tider nu
9. Vi kommer från världen
10. Det finns nåt vitare (Hans Åkerhjelm & M. Wiehe)

## Listplaceringar
| Lista (2000) | Topplacering |
| ------------ | ------------ |
| Sverige      | 41           |

### Fotnoter
1. ↑  ”Hitparad”. http://swedishcharts.com/showitem.asp?interpret=Mikael+Wiehe&titel=Fr%E4mmande+land&cat=a. Läst 13 december 2011.